# Бєлавін Віктор Платонович
Бєлавін Віктор Платонович (5 листопада 1876–1925) — старшина Дієвої армії УНР.
Закінчив 6-класну Санкт-Петербурзьку гімназію, Санкт-Петербурзьке піхотне юнкерське училище (1899), вийшов підпоручиком до 93-го піхотного Іркутського полку, у складі якого брав участь у Російсько-японській війні. Був контужений. 29 червня 1906 р. перевівся до прикордонної сторожі — до 9-ї Ломжинської прикордонної бригади. У складі 4-го Німанського прикордонного полку брав участь у Першій світовій війні. З 1917 р. — полковник, командир 418-го піхотного Олександрівського полку.
З грудня 1917 р. — виборний командир 105-ї піхотної української дивізії та 32-го Українського корпусу військ Центральної Ради. У 1918–1919 рр. — начальник Волинської прикордонної бригади Армії Української Держави, згодом — Дієвої армії УНР (Луцьк), генерал для доручень при штабі Окремого корпусу кордонної охорони (Кам'янець-Подільський).
З осені 1919 р. перебував в Одесі, був мобілізований до Одеського прикордонного батальйону Збройних Сил Півдня Росії як рядовий.
З лютого 1920 р. служив у РСЧА: командир 1-ї роти Одеського прикордонного батальйону, помічник інспектора кавалерії 12-ї армії, начальник штабу Башкирської кавалерійської бригади, помічник інспектора кавалерії КВО, начальник штабу Прикордонної дивізії ВЧК, старший інспектор і заступник начальника військ ВЧК, з грудня 1921 р. — начальник прикордонного відділення оперативного відділу штабу КВО. 1 липня 1922 р. був демобілізований із РСЧА за скороченням штатів.
21 червня 1924 р. був заарештований за звинуваченням у керівництві контрреволюційною організацією, збиранні шпигунської інформації та передачі її до Польщі. 4 липня 1925 р. був засуджений до розстрілу, страчений у Києві.